# Episodi di Party of Five
La serie televisiva Party of Five, composta da un'unica stagione di 10 episodi, è stata trasmessa in anteprima negli Stati Uniti d'America sulla rete televisiva Freeform dall'8 gennaio al 4 marzo 2020.
In Italia la serie è inedita.
| nº | Titolo originale   | Prima TV USA     |
| -- | ------------------ | ---------------- |
| 1  | Pilot              | 8 gennaio 2020   |
| 2  | Margin of Error    | 8 gennaio 2020   |
| 3  | Long Distance      | 15 gennaio 2020  |
| 4  | Authentic Mexican  | 22 gennaio 2020  |
| 5  | Rafa               | 29 gennaio 2020  |
| 6  | Patch Job          | 5 febbraio 2020  |
| 7  | Speak for Yourself | 12 febbraio 2020 |
| 8  | Dos y Dos          | 19 febbraio 2020 |
| 9  | Mexico             | 26 febbraio 2020 |
| 10 | Diaspora           | 4 marzo 2020     |